# Scott Bain
Scott Bain, född 22 november 1991, är en skotsk fotbollsmålvakt som spelar för Celtic. Han har tidigare spelat för Aberdeen, Elgin City, Alloa Athletic och Dundee.

## Klubbkarriär
Den 31 januari 2018 lånades Bain ut av Dundee till Celtic på ett låneavtal över resten av säsongen 2017/2018. Bain debuterade för Celtic den 11 mars 2018 i en 3–2-vinst över Rangers.
I maj 2018 skrev Bain på ett fyraårskontrakt med Celtic.

## Landslagskarriär
Bain debuterade för Skottlands landslag den 2 juni 2018 i en 1–0-förlust mot Mexiko, där han blev inbytt i halvlek mot Jon McLaughlin.